# 上海二十四小时
《上海二十四小时》是1933年上映的中国无声故事片，由明星影片公司出品，夏衍编剧，沈西苓执导，周诗穆摄影，顾兰君、赵丹等主演。